# Épiméthée
Pour les articles homonymes, voir Épiméthée (homonymie).
Dans la mythologie grecque, Épiméthée (en grec ancien Ἐπιμηθεύς / Epimêtheús, « qui réfléchit après coup ») est un Titan, fils de Japet et Clymène, frère d'Atlas, de Ménétios et de Prométhée,.

## Légendes

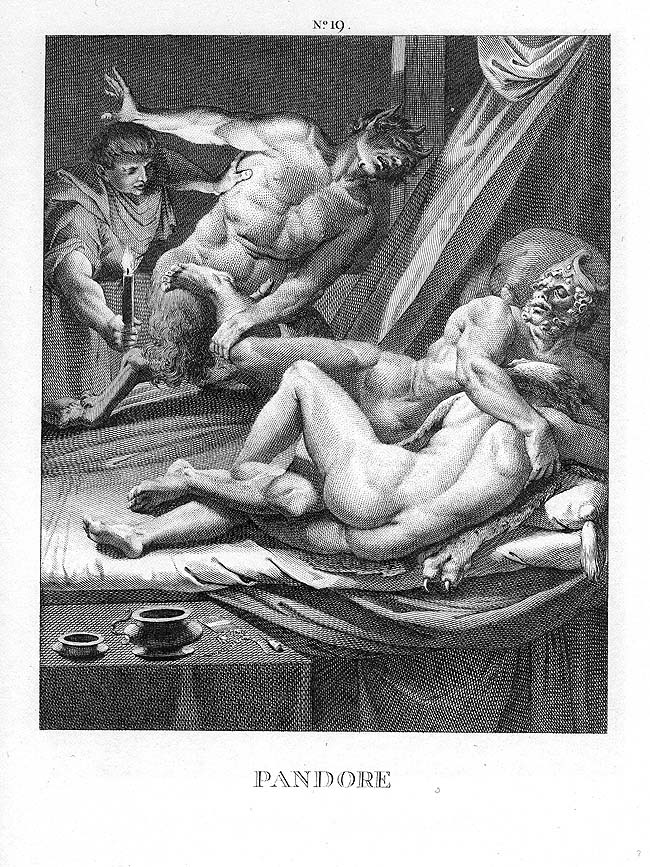
Pandore et Epiméthée, gravure de Jacques-Joseph Coiny, d'après Agostino Carracci.

Épiméthée a créé les animaux : alors que Zeus s’apprêtait à faire apparaître la Lumière, il fallait embellir les divers éléments terrestres, or Épiméthée supplia qu'on le laisse faire. Il répartit fort bien les qualités et défauts parmi les animaux, si bien qu'à la fin, il ne restait plus rien pour l'homme, qui se trouva donc nu et faible. Prométhée et Épiméthée s'opposent, ils représentent deux aspects de la réflexion : la prévoyance et l’étourderie.
Après avoir combattu Zeus par deux fois, Prométhée comprend qu'il y a danger à accepter un présent des dieux. Il en avertit son frère Épiméthée, qui accepte malgré tout Pandore, la femme que lui offre Hermès, au nom de Zeus, et l'épouse,. Pandore est la première mortelle et possède de nombreuses qualités (son nom signifie « tous les dons »). Mais lors de la création de Pandore, parmi les dieux de l'Olympe qui lui avaient tous fait cadeau d'une qualité, le dieu Hermès lui avait offert la curiosité et les dieux confièrent à la jeune mortelle une jarre (ou une boîte) contenant tous les maux de la Terre. Pandore, dévorée de curiosité, ouvre la boîte et délivre tous les maux qui se répandent alors pour la première fois sur terre. Après ce désastre, Épiméthée et Pandore engendrent Pyrrha, qui épouse plus tard Deucalion (le survivant du Déluge).

## Dans la culture moderne
Carl Schmitt, dans son livre Ex captivitate salus. Expériences des années 1945-1947 (Ex captivitate salus. Erinnerungen der Zeit 1945/47, 1950), citant Konrad Weiss, parle de lui-même comme d'un Epiméthée chrétien.
Ivan Illich consacre un chapitre de Une société sans école (Deschooling Society, 1971) à Renaissance de l'homme épiméthéen.
Bernard Stiegler intitule son premier essai La Faute d'Épiméthée (éd. Galilée, 1994). Dans ce qui constitue le premier tome de sa trilogie La Technique et le temps, il fait du frère jumeau de Prométhée la figure symbolique ou archétypale de l'homme sans essence et inachevé, dont « le défaut d'origine » le rend toujours perfectible, dans un devenir lié à la technique.